# 3087 Beatrice Tinsley
3087 Beatrice Tinsley eller 1981 QJ1 är en asteroid i huvudbältet som upptäcktes den 30 augusti 1981 av det nyzeeländska astronomparet Pamela M. Kilmartin och Alan C. Gilmore vid Mount John University Observatory. Den är uppkallad efter den nyzeeländska astronomen Beatrice Tinsley.
Asteroiden har en diameter på ungefär 6 kilometer.